# Àlex Monner
Àlex Monner i Zubizarreta (Barcelona, 27 de gener de 1995) és un actor i director català. Va debutar en el món de la interpretació a la pel·lícula de Pau Freixas Herois, i posteriorment va iniciar-se a la pantalla petita amb la sèrie de TV3 Polseres vermelles, del mateix director i també amb guió d'Albert Espinosa. A la sèrie, hi interpreta en Lleó, un noi que té una cama amputada per culpa d'un càncer, i que és "un líder, perquè aconsegueix totes les polseres", va comentar en una entrevista. Va ser un dels intèrprets de la pel·lícula REC 3. El 2013 va guanyar el Gaudí al millor actor per la seva interpretació a Els nens salvatges i va estar nominat als Goya. El 12 de març de 2013 la revista Fotogramas el premià com a millor actor de televisió amb el Premi Fotogramas de Plata per la seva actuació a Polseres vermelles. Va estudiar a l'Escola Súnion de Barcelona.

## Filmografia com a actor
Cinema
Informació actualitzada per un bot. Els canvis manuals es perdran quan s'actualitzi!
| Any          | Títol                                            | Direcció                      | Dades a Wikidata              |
| ------------ | ------------------------------------------------ | ----------------------------- | ----------------------------- |
| 2010         | Herois                                           | Pau Freixas                   | Modifica les dades a Wikidata |
| 2011         | Toca'm, parla'm, estima'm...                     | Marta Mas Girones             | Modifica les dades a Wikidata |
| 2012         | REC 3: Gènesi                                    | Paco Plaza                    | Modifica les dades a Wikidata |
| 2012         | Els nens salvatges                               | Patricia Ferreira             | Modifica les dades a Wikidata |
| 2013         | Barcelona, nit d'estiu                           | Dani de la Orden              | Modifica les dades a Wikidata |
| 2014         | Murieron por encima de sus posibilidades         | Isaki Lacuesta                | Modifica les dades a Wikidata |
| 2014         | La fossa                                         | Pere Vilà Barceló             | Modifica les dades a Wikidata |
| 2014         | El cas dels catalans (com a Felip V de Castella) | Ventura Durall                | Modifica les dades a Wikidata |
| 2014         | Marsella                                         | Belén Macías Pérez            | Modifica les dades a Wikidata |
| 2015         | Barcelona, nit d'hivern                          | Dani de la Orden              | Modifica les dades a Wikidata |
| 2015         | L'artèria invisible                              | Pere Vilà Barceló             | Modifica les dades a Wikidata |
| 2015         | Química i prou                                   | Alfonso Albacete              | Modifica les dades a Wikidata |
| 2015         | Summer Camp                                      | Alberto Marini                | Modifica les dades a Wikidata |
| 2016         | Ebre, del bressol a la batalla                   | Román Parrado Lloro           | Modifica les dades a Wikidata |
| 2016         | La propera pell                                  | Isa Campo Isaki Lacuesta      | Modifica les dades a Wikidata |
| 2018         | Life Itself                                      | Dan Fogelman                  | Modifica les dades a Wikidata |
| 2019         | El silenci del pantà                             | Marc Vigil                    | Modifica les dades a Wikidata |
| 2019         | La dona del segle                                | Sílvia Quer                   | Modifica les dades a Wikidata |
| 2019         | La filla d'un lladre                             | Belén Funes                   | Modifica les dades a Wikidata |
| 2019         | El silencio de la ciudad blanca                  | Daniel Calparsoro López-Tapia | Modifica les dades a Wikidata |
| 2021         | Sotazero                                         | Lluís Quílez                  | Modifica les dades a Wikidata |
| 2021         | El Cover                                         | Secundino de la Rosa Márquez  | Modifica les dades a Wikidata |
| 2021         | Mediterrani (com a Santi Palacios)               | Marcel Barrena                | Modifica les dades a Wikidata |
| 2022         | Centauro                                         | Daniel Calparsoro López-Tapia | Modifica les dades a Wikidata |
| 2023         | Sushi                                            | Iván Morales                  | Modifica les dades a Wikidata |
| 2024 2025    | El llanto (pel·lícula de 2024)                   | Pedro Martín-Calero           | Modifica les dades a Wikidata |
| 2025-03 2025 | La furia                                         | Gemma Blasco                  | Modifica les dades a Wikidata |
|              | Ullals                                           | Alberto de Toro               | Modifica les dades a Wikidata |

Televisió
Informació actualitzada per un bot. Els canvis manuals es perdran quan s'actualitzi!
| Any       | Títol                                          | Direcció | Dades a Wikidata              |
| --------- | ---------------------------------------------- | --- | ----------------------------- |
| 2011–2013 | Polseres vermelles                             | Pau Freixas Oriol Ferrer Ferrer Marta Pahissa Patrícia Font                                                          | Modifica les dades a Wikidata |
| 2017–2017 | Sé quién eres                                  | Pau Freixas | Modifica les dades a Wikidata |
| 2015–2015 | Cites                                          | Pau Freixas Marta Pahissa Patrícia Font Paco Caballero David Selvas i Jansana Carles Torrens Hammudi Al-Rahmoun Font | Modifica les dades a Wikidata |
| 2022–2024 | Élite                                          | Ramón Salazar Dani de la Orden Jorge Torregrossa García Sílvia Quer Eduardo Chapero-Jackson                          | Modifica les dades a Wikidata |
| 2018–2020 | Vivir sin permiso                              | | Modifica les dades a Wikidata |
| 2020–     | La línea invisible                             | Mariano Barroso Ayats                                                                                                | Modifica les dades a Wikidata |
| 2021–2021 | Élite historias breves. Phillipe, Caye, Felipe | Lucía Alemany | Modifica les dades a Wikidata |
| 2022–     | La ruta                                        | Borja Soler Belén Funes Carlos Marqués-Marcet                                                                        | Modifica les dades a Wikidata |

## Filmografia com a director
- 2019: Un chico cualquiera Rosario sólo hay una (curtmetratge)

## Guardons
Premis
- 2012: Bisnaga de Plata al millor actor de repartiment al Festival de Cinema de Màlaga, per Els nens salvatges
- 2013: Gaudí al millor actor, per Els nens salvatges
- 2013: Fotogramas de Plata al millor actor de televisió, per Polseres vermelles

Nominacions
- 2013: Goya al millor actor revelació, per Els nens salvatges
- 2019: Gaudí al millor actor secundari per La hija de un ladrón
- 2022: Gaudí al millor actor secundari per Mediterráneo (Pendent)